# Wegestock An der Natt

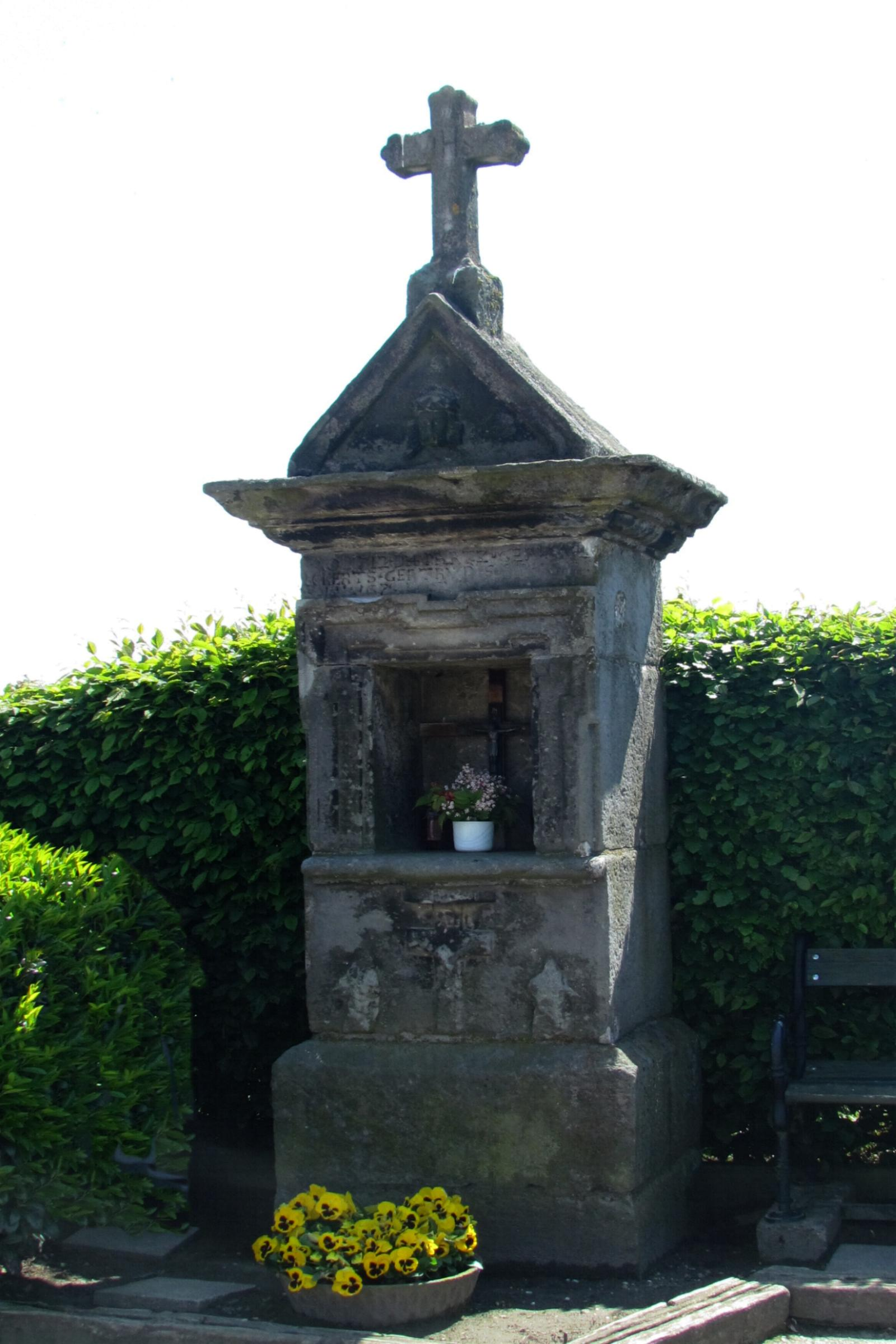
Wegestock

Der Wegestock An der Natt steht im Stadtteil Glehn in Korschenbroich  im Rhein-Kreis Neuss in Nordrhein-Westfalen.
Der Wegestock wurde Mitte des 18. Jahrhunderts erbaut und unter Nr. 053 am 12. September 1985 in die Liste der Baudenkmäler in Korschenbroich eingetragen.

## Architektur
Der Bildstock wurde aus geschlämmtem Sandstein gefertigt und steht auf quadratischem Sockel. Er hat eine tiefe Rechtecknische und mit modernem Mosaik.
Das hohe Kranzgesims ist übergiebelt. Der Bildstock hat ein einfaches Metallkreuz.